# Saint-Léonard (Marna)
Saint-Léonard è un comune francese di 92 abitanti situato nel dipartimento della Marna nella regione del Grand Est.

## Società

### Evoluzione demografica
Abitanti censiti